# Dynastes tityus
Dynastes tityus (Titanenkever) is een kever uit de familie van de bladsprietkevers (Scarabaeidae). De kever is familie van de herculeskever (Dynastes hercules).

## Beschrijving
De soort blijft met een lichaamslengte van maximaal 6,5 cm veel kleiner dan de Herculeskever die tot 17 cm lang kan worden. De kever heeft een ovaal, eirond lichaam van boven bezien, en een bleekgele tot grijsgele kleur, vrouwtjes neigen wat meer naar groen. Zowel op de dekschilden als op het halsschild zitten kleine, zwarte en zeer grillige vlekjes die zowat per exemplaar verschillen. De poten zijn zwart, dragen sporen en hebben stevige klauwtjes. De mannetjes zijn gemakkelijk te herkennen aan de grote, zwarte hoorns, waarmee ze elkaar omduwen in de paartijd. De hoorns zitten net als de herculeskever boven elkaar en niet naast elkaar, zoals het vliegend hert (Lucanus cervus). Aan weerszijden van de basis van de bovenste hoorn is een doorn-achtig uitsteeksel aanwezig.

## Algemeen
Deze soort en Dynastes granti zijn de enige van de zes soorten uit het geslacht Dynastes die voorkomen in de Verenigde Staten. Deze soort leeft in het zuidoosten, van New Jersey tot Texas. Alle andere vier de soorten leven in Midden- en Zuid-Amerika in het tropisch regenwoud. De habitat bestaat net als alle soorten echter uit een vochtige omgeving met veel planten. De kever zelf drinkt plantensappen, de larve eet rottend hout.

## Voortplanting
De vrouwtjes lokken de mannetjes met lokstoffen, feromonen genaamd. Na de paring verzamelt het vrouwtje met haar achterpoten een hoopje materiaal, meestal in een omgevallen boom, boomstronk of houtblok. In ieder hoopje wordt een eitje afgezet met de ovipositor. De larve kruipt pas na drie tot vier maanden uit het ei, en eet zich gedurende ongeveer 8 maanden vol, waarbij verschillende keren vervelling plaatsvindt. In koelere streken moet de larve een winterslaap houden en duurt de ontwikkeling vier maanden langer. Larven die het slechter hebben getroffen kunnen wel drie jaar doen over de ontwikkeling. Uiteindelijk vindt de verpopping plaats die eveneens enkele maanden duurt waarna de volwassen kever tevoorschijn komt.

## Gevangenschap
Dynastes tityus is een soort die zich makkelijk laat houden doordat de kevers enkele maanden in leven blijven. Ze moeten worden gevoerd met suikerrijke vloeistoffen zoals siroop. De larven eten vooral rottend, humus-achtig hout, maar het menu kan worden aangevuld met meer proteïnerijk voedsel als kattenvoer, wat de ontwikkeling verspoedigt.